# شهریارکوه

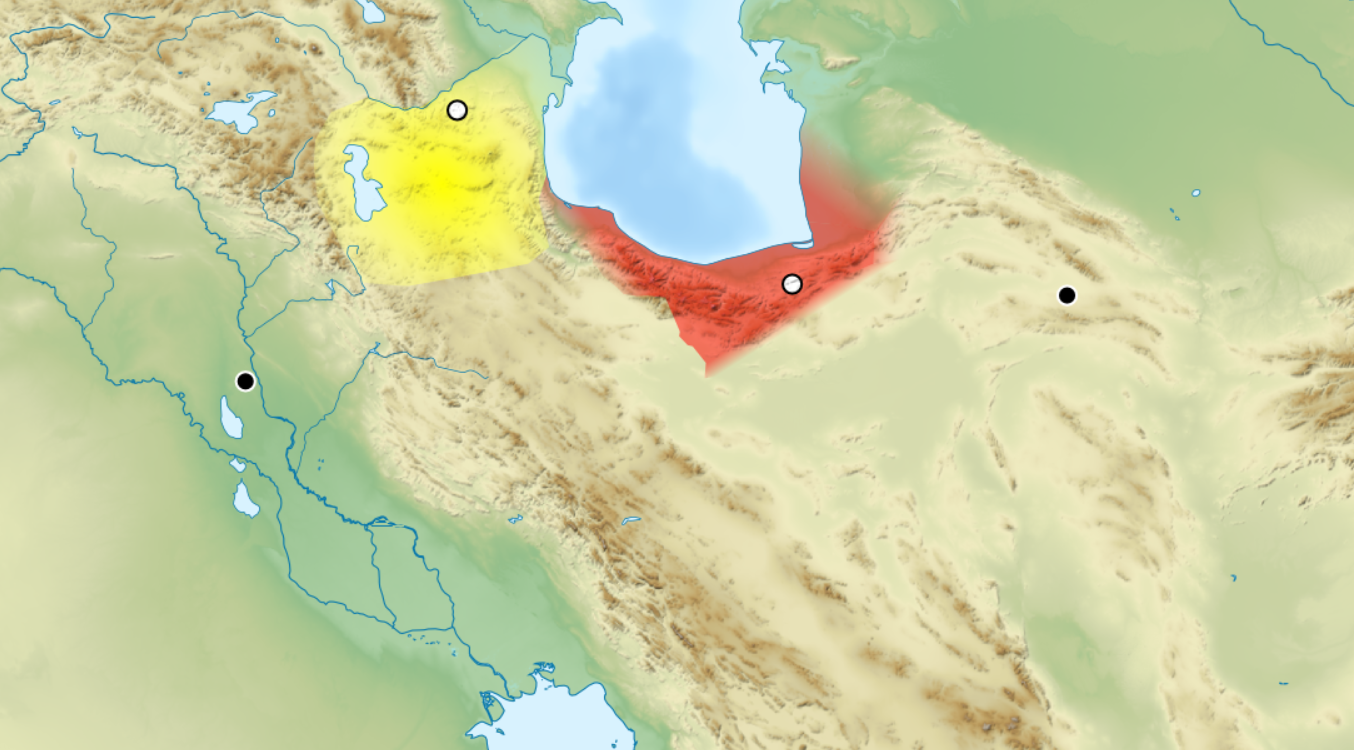
رنگ سرخ نشان‌دهنده تبرستان به مرکزیت شهریارکوه در دوره مازیار

شهریار کوه منطقه‌ایست کوهستانی در البرز و هزارگری (هزارجریب) که از لحاظ جغرافیائی واقع در جنوب شهرستان ساری و شمال شهرستان مهدی‌شهر می‌باشد. احتمالاً نام شهریارکوه منسوب به اسپهبد شهریار باوند از فرمانروایان تبرستان می‌باشد.

شهریارکوه در تبرستان

قسمت پائینی شهریارکوه، درّهٔ سعیدآباد – بندبن است و از سوی دیگر به پشت‌کوه و روستاهای فینسک، تلاجیم، تمام‌کوه می‌رسد و تا چاشم و آثران و درّه‌های خطیرکوه و سر تنگه تا روستاهای اریم و ملرد ادامه می‌یابد.
این مناطق در گذشته جزء دودانگه‌ی هزارجریب ساری بوده‌اند اما امروزه طی تقسیماتی که پس از انقلاب اسلامی انجام گرفت، درّهٔ سعیدآباد – بندبن به چهاردانگه ضمیمه شد و پشت‌کوه و چاشم جزء شهرستان مهدی‌شهر شدند و منطقه سرتنگه جز سوادکوه باقی ماند.

## تاریخ

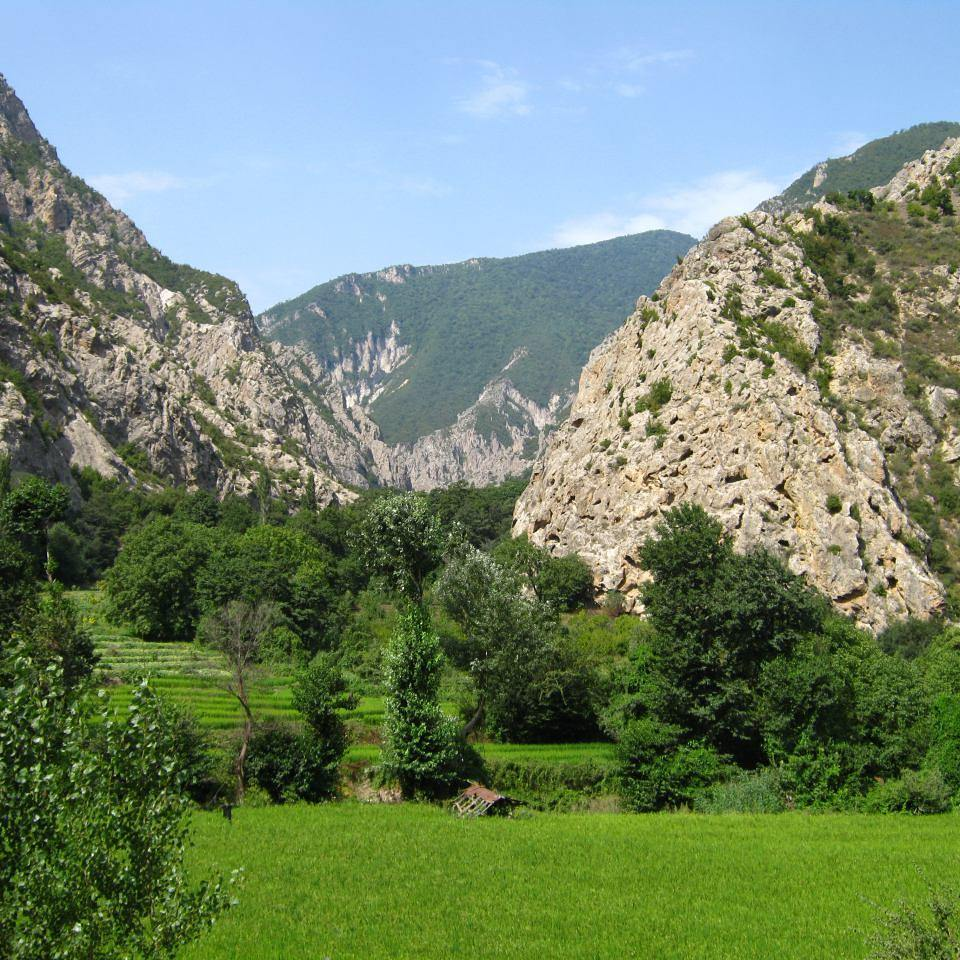
شالیزاری در نزدیکی روستای بندبن

پس از اسلام، تبرستان، کانون فرمانروائی اسپهبدان باوند شد. شهریارکوه به دلیل حصارها و دربندهای طبیعی، پناهگاه و گریزگاه خاندان باوند، و کانون تابستانی فرمانروائی آنان بود. در مورد شهریارکوه در کتب تاریخ سخن رفته که به چند نمونهٔ زیر اشاره می‌شود:
به گفتهٔ نظامی عروضی (ص ۴۹–۵۰) فردوسی پس از بی‌مهری محمود غزنوی به طبرستان نزد شهریار رفت و هجویه‌ای را که دربارهٔ سلطان سروده بود به او عرضه کرد و خواست شاهنامه را به نام او کند اما شهریار  او را از این کار منع و در حق او خوبی‌ها کرد. شهریار  در ۳۹۷ درگذشت و با مرگ او نخستین سلسلهٔ باوندیان از میان رفت. سکه‌ای به نام او و فخرالدوله ضرب ۳۷۶ نشان می‌دهد که او از این تاریخ تا ۳۸۷ (مرگ فخرالدوله) به‌طور یقین فرمانروای شهریارکوه بوده‌است.
شهریارکوه در واقع همان جبال قارن و پیشتر مرکز خاندان قارن وند بود. (جوینی ج۳ص۳۸۵) همچنین در مورد شجاعت مردم شهریارکوه و فریم می‌خوانیم: یکی از فرمانروایان شروین معروف به ملک الجبال بود. در زمان او کارگزاران خلیفهٔ عباسی بر دشت طبرستان چیره و با حاکمان کوهستان‌ها درگیر شدند تا اینکه شروین با عمر بن العلا (متوفی ۱۶۵) نایب منصور در طبرستان که قصابی از اهل ری بود جنگید و بر او پیروز شد (همان قسم ۱ ص ۱۸۱ بلاذری ص ۳۳۰) و آبادیهایی را که خالد بن برمک والی پیشین ساخته بود ویران کرد. پس از منصور مهدی عباسی عبدالحمید مضروب را والی طبرستان کرد امّا به سبب ظلم و خراج بسیار مردم شکایت او را نزد وندادهرمز از دودمان قارن‌وند (در شهریارکوه) بردند و از او یاری خواستند. وندادهرمز پس از مشورت با اسپهبد شروین در شهریارکوه و مصمغان ولاش در میانه رود و اطمینان از حمایت آن دو در ۱۶۶ به همراهی مردم در یک روز به آنان و ایرانیانی که مسلمان شده بودند حمله کردند. همبستگی مردم در این شبیخون چنان استوار بود که زنانی که به عقد مسلمانان درآمده بودند شوهران خویش را «از ریش گرفته» دم تیغ دادند. خلیفه پس از دریافت این خبر سالم فرغانی مشهور به شیطان فرغانی را به طبرستان فرستاد (ابن اسفندیار قسم ۱ ص ۱۸۳) اما او به دست وندامید فرزند ونداد هرمز کشته شد (همان ص ۱۸۵). از اینرو مهدی فراشه را با ده هزار مرد به طبرستان فرستاد ولی آنان نیز دربرابر وندادهرمز و شروین کاری از پیش نبردند (همان قسم ۱ ص ۱۸۶). سپس در ۱۶۷ مهدی پسرش موسی ملقّب به هادی را راهی طبرستان کرد و او نیز پسر فرید شیبانی را به جنگ شروین و وندادهرمز فرستاد اما نتیجه‌ای نداشت و والیان مهدی هرگز نتوانستند کوهستان شروین و وندادهرمز را در طبرستان فتح کنند.

## فرهنگ
زبان مردمان شهریارکوه مازندرانی است و لهجه‌شان نیز تا درصد بالائی یکسان می‌باشد.

## خاندان شهریار
امروزه خاندانی به نام شیار (شهریار) از شهریار نامبرده (اسپهبد شهریار باوند) بازمانده‌اند که در دیه‌های نپنی، فی‌نسک (و همچنین چهار رودبار) واقع در دهستان نرماب و پشتکوه هزارگری (هزارجریب) و همین‌طور روستاهای ملرد و اریم در سوادکوه سکنی دارند. این خاندان تا دورهٔ سادات عمادی مازندرانی (سدهٔ هشتم اسلامی) پیرو کیش و آئین و راه و روش نیاکان خود بوده‌اند و در این سده به دست میرعماد نامبرده اسلام پذیرفتند.
باید توجه داشت که پس از انقلاب اسلامی دهستان نرماب که جزء بخش دودانگه بوده با نام دهستان چهاردانگه به بخش چهاردانگه پیوست شد و دهستان پشتکوه که آن هم جزء بخش دودانگه‌ی ساری بوده به استان سمنان ضمیمه گشت.